# Leopardus braccatus
Leopardus braccatus és un petit felí del Brasil, el Paraguai, Argentina i l'Uruguai. Fins fa poc temps, era considerada una subespècie de gat de la Pampa.
Es tracta d'una espècie relativament nova per la ciència, que no ha estat encara ben documentada. Una avaluació taxonòmica de 96 espècimens de museu, va conduir a García-Perea a proposar l'any 1994, que el gat de la Pampa ("Leopardus colocolo") eren en realitat 3 espècies diferents: Leopardus pajeros (als Andes, des de l'Equador fins a la Patagònia, i arreu de l'Argentina), Leopardus braccatus (Brasil, el Paraguai i Uruguai), i el gat de la Pampa (Leopardus colocolo) (Xile).

## Subespècies
- Leopardus braccatus braccatus (Cope, 1889)
- Leopardus braccatus munoai (Ximenez, 1961)